# Fußlenkung
Fußlenkung bezeichnet die Lenkung eines Fahrzeugs mit Fuß-Bedienteilen.
Eine Fußlenkung von vierrädrigen Straßen-Kraftfahrzeugen wird von Fahrern mit einer Einschränkung der Handfunktion oder einer Armbehinderung verwendet. Das in Deutschland verbreitete System „Franz“ besteht aus einer vertikalen Kurbel, die unter dem Armaturenbrett montiert wird. Mithilfe eines fest daran montierten Schuhs kann die Kurbel vorwärts und rückwärts gedreht werden, die Kurbelachsbewegung wird wie die Bewegung eines Lenkrades auf das Lenkgestänge der Vorderräder der Kraftfahrzeugs übertragen. Bei dieser Anpassung für körperbehinderte Menschen muss auch das Lenkgetriebe für eine leichte Betätigung geändert werden.
Nicht mehr bzw. weniger gebräuchlich für diesen Zweck ist das „System Kempf“, das im Unterschied zum System „Franz“ prinzipiell eine schräg quer zum Fahrer angeordnete Drehscheibe im Fußbereich der PKW verwendet. Hierbei wird die Drehbewegung in engerer Analogie zur Lenkradbewegung auf das Lenkgestänge der Vorderräder übertragen.
Für Personen, die das standardmäßige Lenkrad nicht bedienen können, wird im Rahmen der Kraftfahrzeuganpassung für körperbehinderte Menschen die Fußlenkung nach besonderer Prüfung der Straßenverkehrsbehörde zugelassen, dies ist auch von der Rechtsprechung gedeckt.
Bei Kinder- und Sportfahrzeugen sind einfachere Versionen verbreitet. Am „Holländer“-Kinderfahrzeug wird die Fahrtrichtung unmittelbar durch Druck der Füße auf den mittig schwenkbaren Radachsträger der Vorderräder beeinflusst.
Bei Sportfahrzeugen wie dem Kajak und Eisseglern werden Pedale mit Seilzügen angewandt, die das Ruderblatt des Kajaks bzw. die Lenkkufe des Eisseglers in die gewünschte Richtung schwenken.
An kleinen Arbeitsfahrzeugen wie z. B. der Multicar-Ameise M21 wurde durch Gewichtsverlagerung auf der Standplattform die Fahrtrichtung verändert.